# ネズミザメ
ネズミザメ（鼠鮫、学名：Lamna ditropis、英名：Salmon shark）は、ネズミザメ目ネズミザメ科に属するサメ。地方名でモウカザメ、カドザメ、モウカ、モーカなどとも呼ばれる。全長3 m。太平洋北部の亜寒帯海域に生息する大型の捕食者である。
特殊な筋肉系、循環系により体温を海水温よりも高く保ち、高速遊泳を行う。季節回遊を行うことも知られている。

## 名称

### 学名
属名 Lamna は「凶暴な魚」。種名 ditropis は、「2つの」を意味する接頭語"di"と「隆起線」を意味する"tropis"が合わさったもので、本種の尾柄部と尾鰭にある2本の隆起線に由来している。

### 和名
標準和名はネズミザメであるが、いくつかの別名がある。
モウカザメ（毛鹿鮫）は東北地方でよく使われる名称で、マフカザメ（真鱶鮫）が訛ったものだといわれる。マダイ（真鯛）やマアジ（真鯵）などを見ても分かるように、魚名に「マ（真）」がつくものは「代表種」の意味合いを持っており、東北地方の代表的なフカ（サメのこと）であることからマフカの名が付けられたのであろう。実際、東北はネズミザメの水揚量が多い。
カドザメ（カトザメ・カトウザメとも）の由来にはいくつかの説があり、渾然一体としている。「カド」がニシンの地方名であり、これを捕食することからというもの。また「カド」はカツオの地方名でもあり、やはりこれを捕食することからというもの。これらとは別にネズミザメ漁を初めて行った江戸時代の漁師、加藤音吉の名から来ているという説もある。一部の地方ではカトザメがアオザメを表すこともある。
サケザメ（鮭鮫）は、英語でもサーモン・シャーク "Salmon shark" と呼ばれるように、サケを捕食することに由来する。漁業ではサケを食害するサメということで、漁師には歓迎されない。
他に、ラクダザメやゴウシカがある。

## 分布
北部太平洋の亜寒帯海域を中心に分布し、ベーリング海やアラスカ湾、プリンス・ウィリアム湾などを主な生息地とする。日本近海では日本海やオホーツク海に現れる。寒冷な環境を好むが、回遊によってかなり南の海域まで進出することがある。最も低い緯度ではハワイ沖（北緯22°）まで南下した例が報告されている。他に、カリフォルニア州沿岸でも生息が確認されており、さらに南のメキシコ沿岸まで進出している可能性もある。
沿岸域・外洋域の両方に出現する。普段は海表面近くを遊泳するが、水深700 m 程度まで潜ることもある。また、亜熱帯海域では温度躍層を避けて、300 - 500 m 程度の深度を遊泳することが多いようである。

## 形態
最大で全長305cm、体重175.0kg。体は紡錘型で水の抵抗を受けにくい。背側の体色は青みを帯びた灰色もしくは黒色、腹側は白色で濃色の斑紋が点在する。尾鰭は上葉がわずかに長いものの、上下がほぼ同じ長さで三日月型をしている。尾柄には明瞭な隆起線があり、さらに尾鰭の中央よりやや下にも隆起線が見られる。種名 ditropis （「二つの隆起線」の意）はここからきている。
外見は小型のホホジロザメのようにも見えるが、やはり隆起線の数で見分けることができる。同属にニシネズミザメがいるが、形態的にはニシネズミザメの第一背鰭の後縁が白色なのに対し、本種ではそれがないことで見分ける。

## 生態

### 食性
サケザメやサーモン・シャーク "Salmon shark" の名の通り、サケを捕食することでよく知られている。またニシンも好んで食べる。亜寒帯海域では最高次捕食者の地位を占めている。

### 繁殖
太平洋北東部の個体の方が、北西部の個体よりも早く成熟する傾向がある。太平洋北西部では雄は全長約177〜186cm、雌は200-223cmで成熟し、成熟年齢は雄5年、雌8〜10年である。太平洋北東部では雄158cm、3〜5年、雌205cm、6〜9年で成熟する。
胎生。ただし、胎仔と母親を直接つなぐ胎盤のような器官は持たない。子宮の中で卵黄の栄養を使ってある程度の大きさになった胎仔は、卵巣から排卵される栄養の豊富な未受精卵を食べて育つ。これはネズミザメ目に見られる卵食型である。妊娠期間は約9ヶ月、産仔数は2-6尾、出生時の大きさは84-96cm。
以前は卵胎生と呼ばれたが、子宮の中で母親から卵という形で間接的に栄養分をもらって育つことから、広義の胎生に含める。

### 内温性
ほとんどの種が外温動物（変温動物）である魚類の中にあって、ネズミザメは外部温度にかかわらず体温をある程度一定に保持することができる性質（内温性）を備えている。内温性魚類は、同じネズミザメ科のアオザメやホホジロザメ、真骨魚ではマグロやカツオ、カジキといった種類である。これらはみな高速遊泳を行うという点で共通している。
ネズミザメの赤筋（遅筋、血合肉）の分布位置は他の魚と異なり、体の中央深部、脊椎骨の周囲に集中している。持続的遊泳に使われる赤筋を外界から遠ざけることで代謝熱を保持し、周囲にある白筋（速筋）へ効率良く伝導させる。さらに筋肉には奇網が発達し、保温能力を高めている。奇網では体内からの温かい血液と体表からの冷たい血液が対向流交換系をなし、熱の伝導が行われる。
この内温性により、ネズミザメは大抵のサメ類が寄り付かない亜寒帯海域という地理的なニッチを獲得している。

## 近縁種
- ニシネズミザメ Lamna nasus (Bonnaterre, 1788)

ネズミザメに非常に近縁であり、1947年にネズミザメが記載されるまで同一種であると思われていた。両者の決定的な違いは分布域である。ニシネズミザメは大西洋の北部と南半球に分布するのに対し、ネズミザメは太平洋の北部にしか分布しない。

## 人との関わり
寒い海に生息するので、人が襲われた記録はないものの、大型で獰猛なサメに入るので、危険な種である。
サケ類を捕食するので、水産上の重要害魚という形で扱われることもある。

### 食用

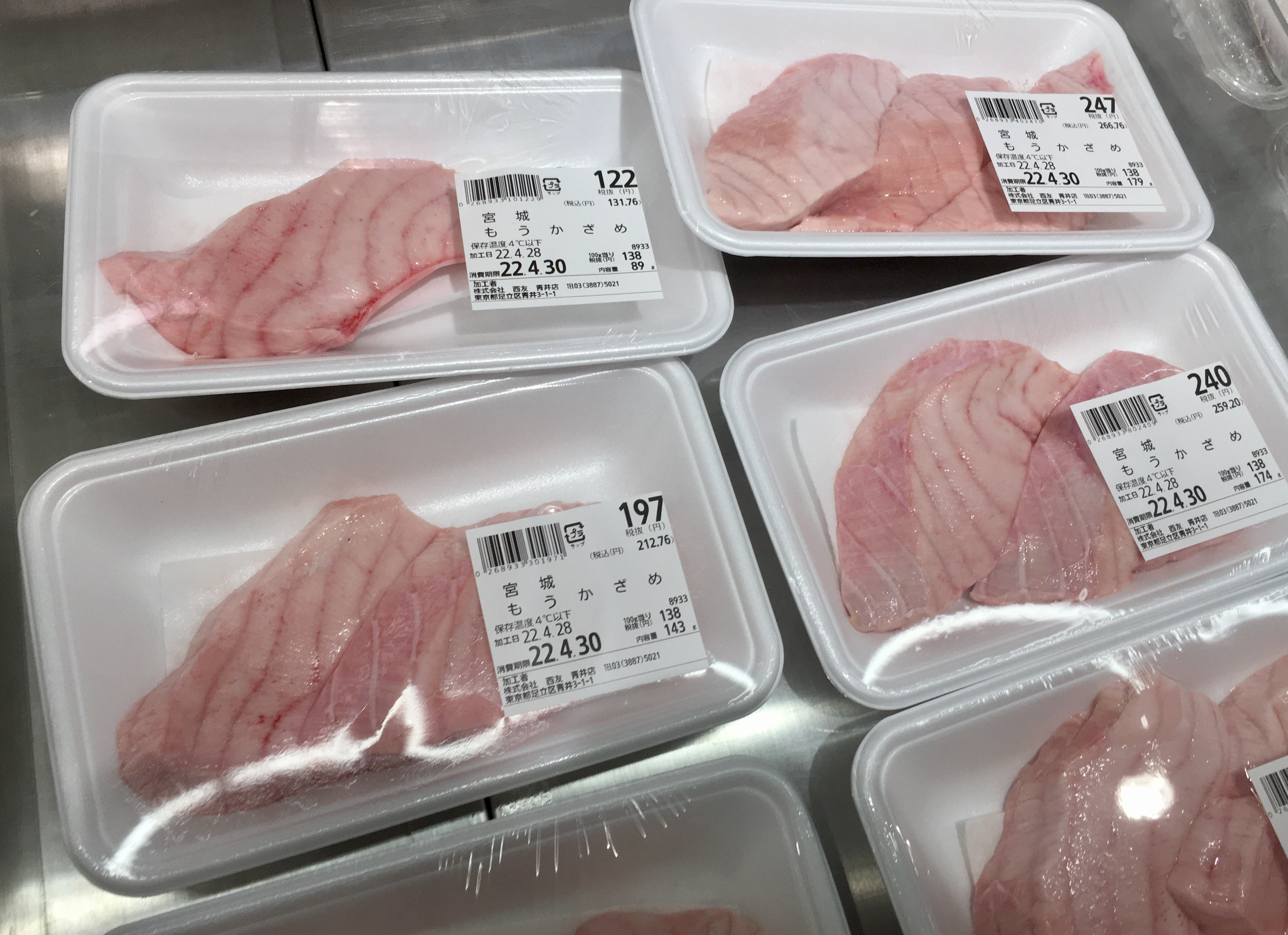
市場に流通するモウカザメ（ネズミザメ）の切り身

一方で、ネズミザメは食用魚としての利用のために漁獲されている。またマグロ漁で混獲することも多い。漁には延縄や流し網が用いられる。日本国内においてはそのほとんどが気仙沼港（宮城県）に水揚げされ、気仙沼での水揚げ量はヨシキリザメに次いで多い。
サメ類の中では比較的アンモニア臭が少なく味も淡白で癖が少ないため食用向きとされ、刺身として気仙沼周辺や、それと対照的に備北地方（｢ワニ肉｣として有名）などの山間部で、切り身は東北地方や栃木県（後述）では定番、関東地方であれば散見される程度に販売・食されている。一方で東海・北陸や西日本では一部の地域以外ではほとんど目にする機会がなく、知名度も低いためサメ肉と聞いただけで拒否反応を起こす人の割合も高い。
その他全国的に魚肉練り製品の原料として消費される。

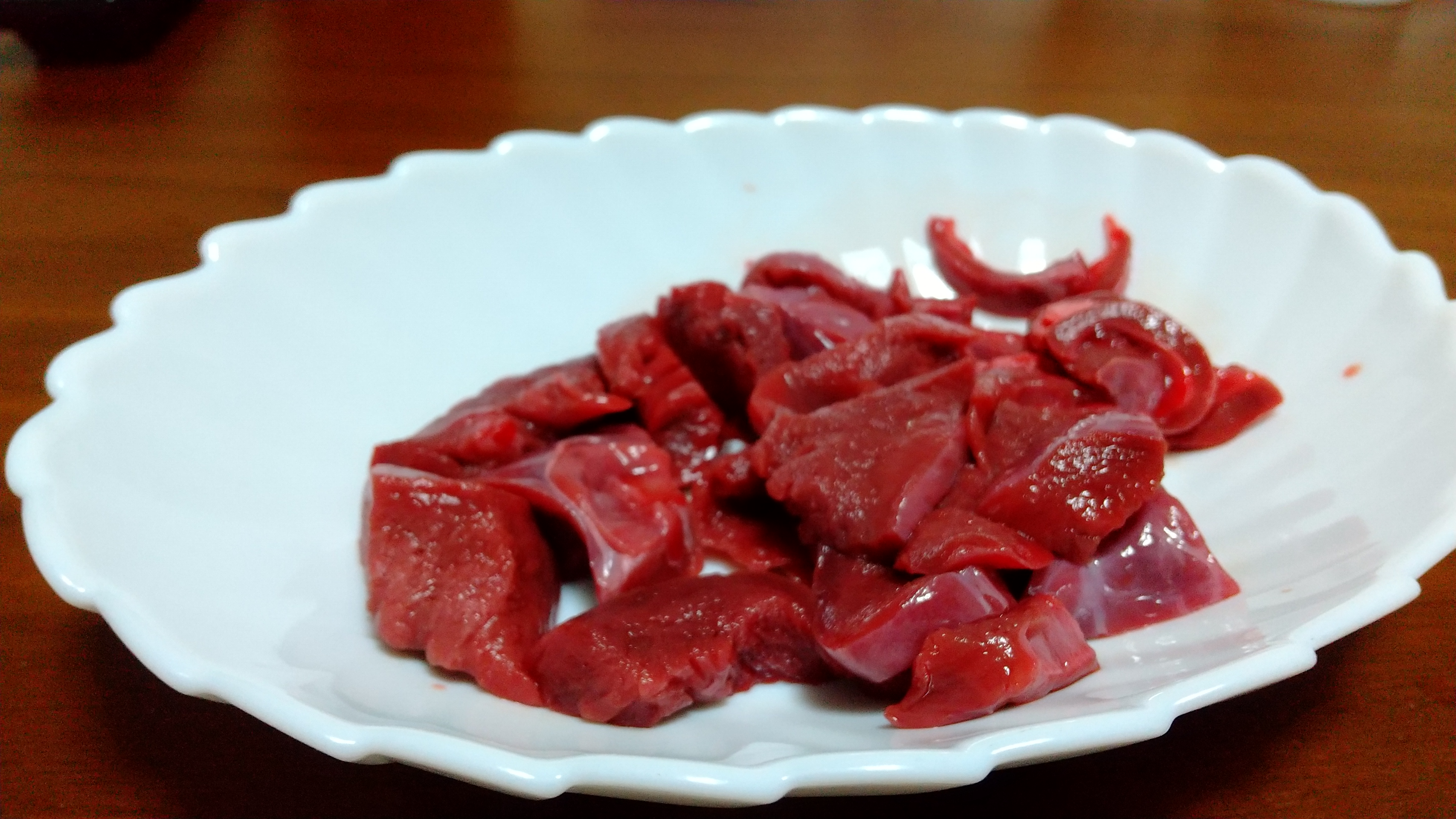
刺身として提供される「もうかの星」（心臓）

心臓はモウカの星とよばれ、気仙沼を中心に刺身や酢味噌和えにされる。仙台や東京など東日本の一部居酒屋でも提供されていることがある。こちらは味が独特であり人によって好みが分かれる。またふかひれも採取される。

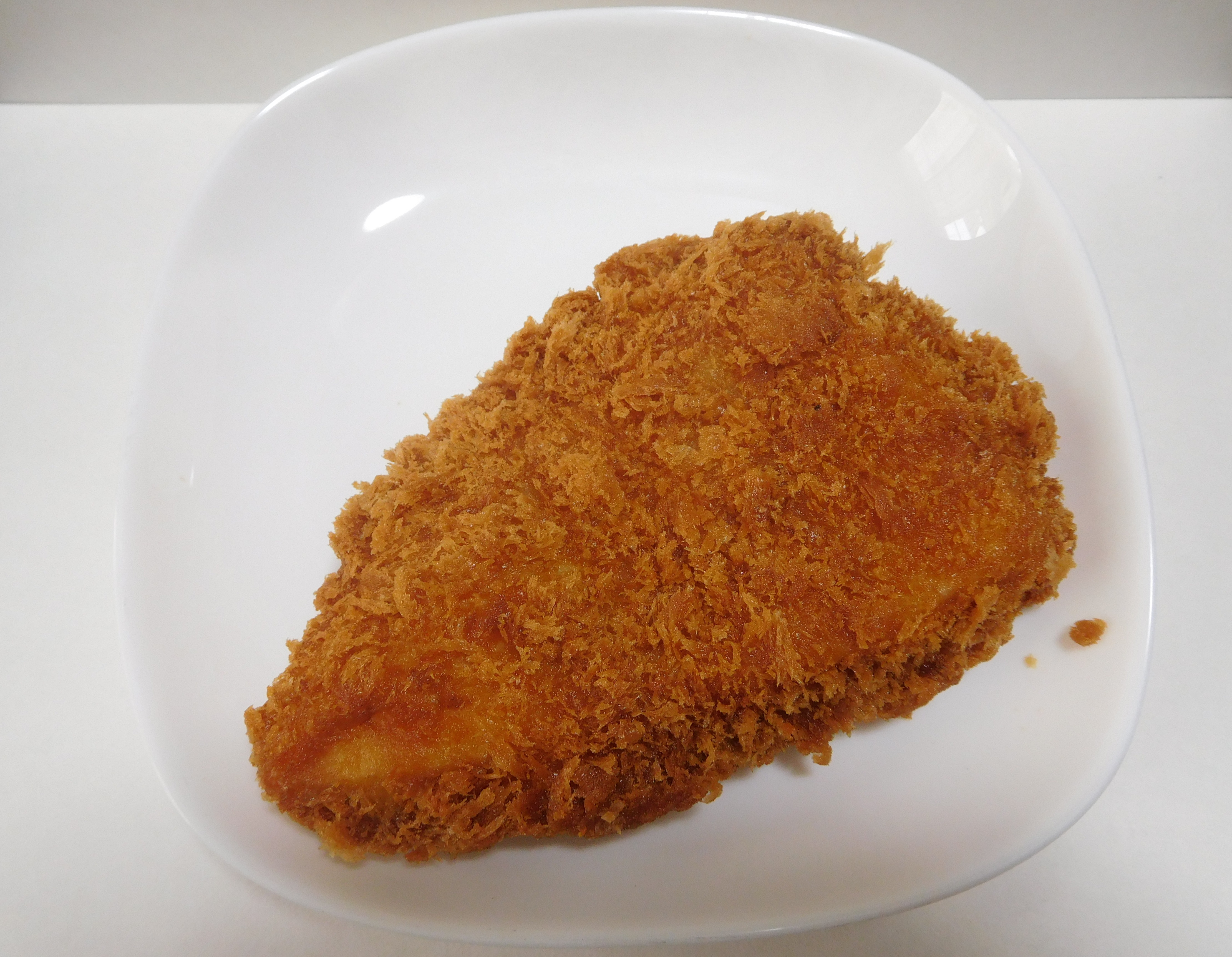
「もろ」のフライ

栃木県では切り身をもろ（モロ）と称して販売することが一般的で、スーパーマーケットや鮮魚店にもよく並ぶ。店頭では、東北地方の和名である「モウカ（モーカ）ザメ」や、「むきサメ」と表示されることもある。飲食店や学校給食のメニューとしても一般的である。

比較的安価で調理しやすく、低カロリーで栄養豊富、前述したように癖も少ない淡白な味のため、流通する事が多い地域では食材として人気が高い。
身が柔らかくしっとりしている一方で、調理しても身崩れせず固くもならない適度な弾力のため、主に、煮付けやフライ、ムニエル、唐揚げ・竜田揚げなどの、白身魚や鶏胸肉と同様のレシピとして食されることが多い。ネズミザメという名前を表示しないのが一般的であるため、サメ肉であると知らないで食べている消費者も多い。内陸の栃木県や備北地方などの山間部で特に消費されるのは、時間が経つとアンモニアを発する性質により腐りにくい鮮魚として貴重だったため、（また、栃木県の場合は産地の気仙沼周辺から比較的近いことも相まって）鮮魚輸送技術の未発達な時代から運んで売られたのが根付いたという意見がある。

## 飼育例
飼育および運送などは他のネズミザメ科のサメと同じように大変難しい。
かつて宮城県に存在したマリンピア松島水族館では2002年の5月と6月に定置網および突きん棒漁にて採集されたネズミザメ3個体に対し円形予備水槽での飼育実験を行った。
定置網で捕獲された全長138cm、体重32.1kgの雌、全長130cm、体重24.9kgの雄は空気ポンプでの送気を施しながら輸送され、水槽入槽直後、底で停止し、呼吸が止まったため、担架で固定し送水処置がなされるも雌の個体は1時間25分後、雄の個体は3日後に死亡した。
突きん棒船で漁獲された全長164cm、体重59.0kgの雄は酸素ボンベで送気を施され輸送された。この個体は時々水槽底を数m泳いでは停止する行動を繰り返した。3日目に捕獲時の銛先を摘出、4日目から潜水給餌を行い給餌に若干の反応を示した。7日目以降動きが減少し9日目に死亡したという記録がある。
2017年6月2日、北海道のおたる水族館に子供が運ばれたが、半日で死亡している。